# Éamon de Valera

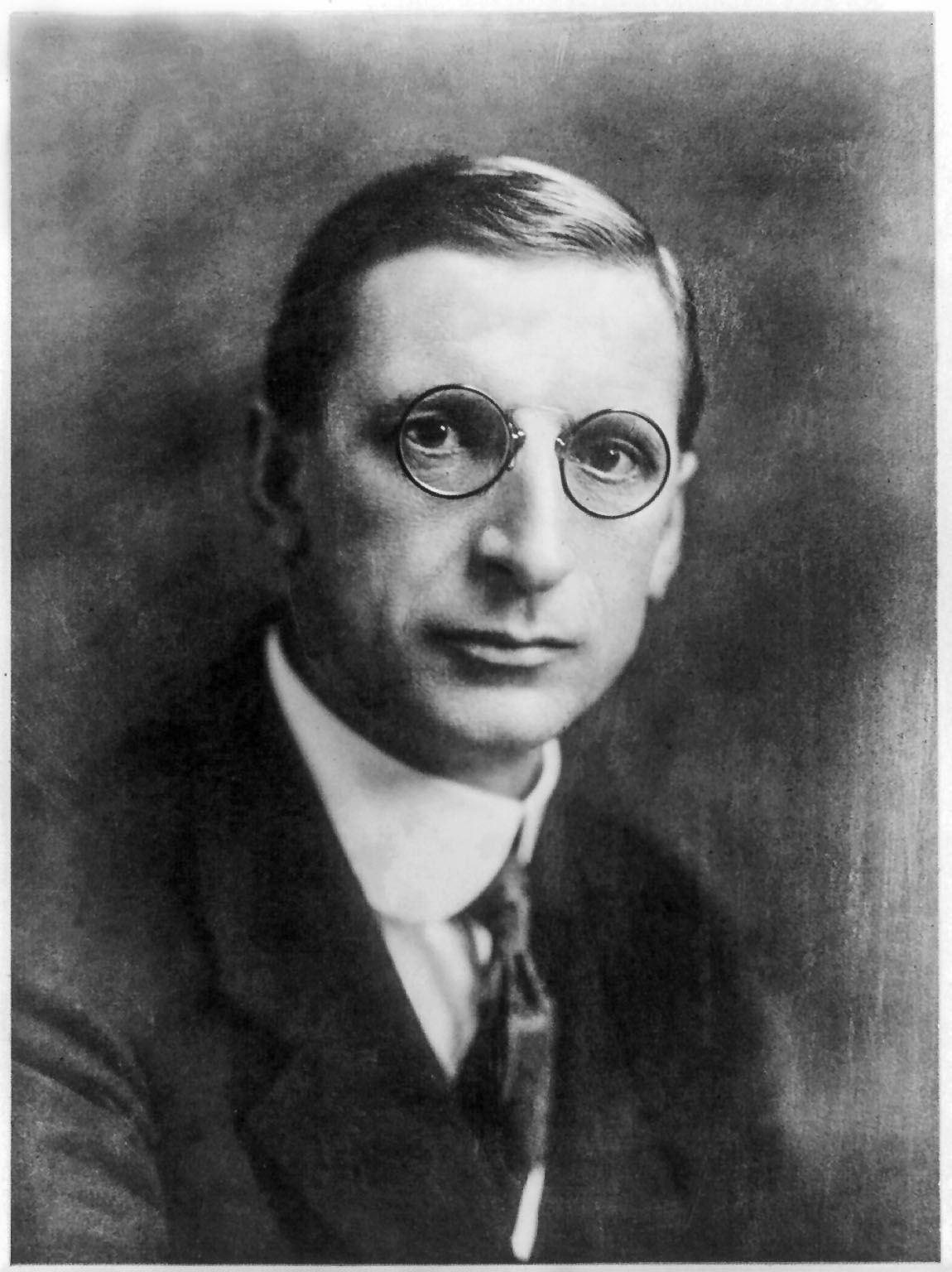
Éamon de Valera (zwischen 1922 und 1930)

Éamon de Valera [englische Aussprache: ˈeːəmən də vəˈleːra] (* 14. Oktober 1882 in Manhattan,
New York; † 29. August 1975 in Dublin), auch kurz Dev genannt, war ein amerikanisch-irischer Politiker. Er war seit der Gründung des Irischen Freistaats mehrmals Ministerpräsident (insgesamt 24 Jahre) und Oppositionsführer, in mehreren seiner Regierungen zugleich Außenminister, von 1926 bis 1959 Vorsitzender der Partei Fianna Fáil und schließlich von 1959 bis 1973 dritter Präsident von Irland. Seine politische Karriere dauerte mehr als 50 Jahre.

## Leben

### Kindheit und Ausbildung
De Valera wurde als Sohn des Kubaners Juan Vivión de Valera Acosta (1853–1884), geboren im spanischen Baskenland, und dessen irischer Ehefrau Catherine („Kate“) Coll (1856–1932) als George De Valera in New York geboren; 1910 wurde sein Vorname in Edward geändert. Später nahm er in Irland den Vornamen Éamon, eine irische Form des Namens Edmund, an.
Vom zweiten Lebensjahr an wuchs er bei seinen Großeltern mütterlicherseits in Knockmore in der irischen Grafschaft Limerick auf. Er besuchte dort die Schule und studierte anschließend am Blackrock College in Dublin Mathematik. Nach Abschluss des Studiums war er Lehrer an verschiedenen Hochschulen und Schulen.

### Erste politische Aktivitäten
In dieser Zeit knüpfte er Kontakte mit der irischen Nationalbewegung. Er lernte die irische Sprache und schloss sich 1908 der offiziell unpolitischen, doch tatsächlich als Sammelbecken von Nationalisten geltenden Conradh na Gaeilge (englisch: Gaelic League) an. 1913 war er Gründungsmitglied der paramilitärischen Irish Volunteers. 
Er beteiligte sich 1916 in Dublin am Osteraufstand gegen die britische Herrschaft in Irland und wurde nach dessen Scheitern verhaftet und zum Tode verurteilt. Da er in den USA geboren war und die US-amerikanische Staatsbürgerschaft besaß, wurde die Strafe in lebenslange Gefängnishaft umgewandelt, die er in Sussex in England antrat, doch nur teilweise verbüßte.

### Unabhängigkeitskampf und Gründung des irischen Staates

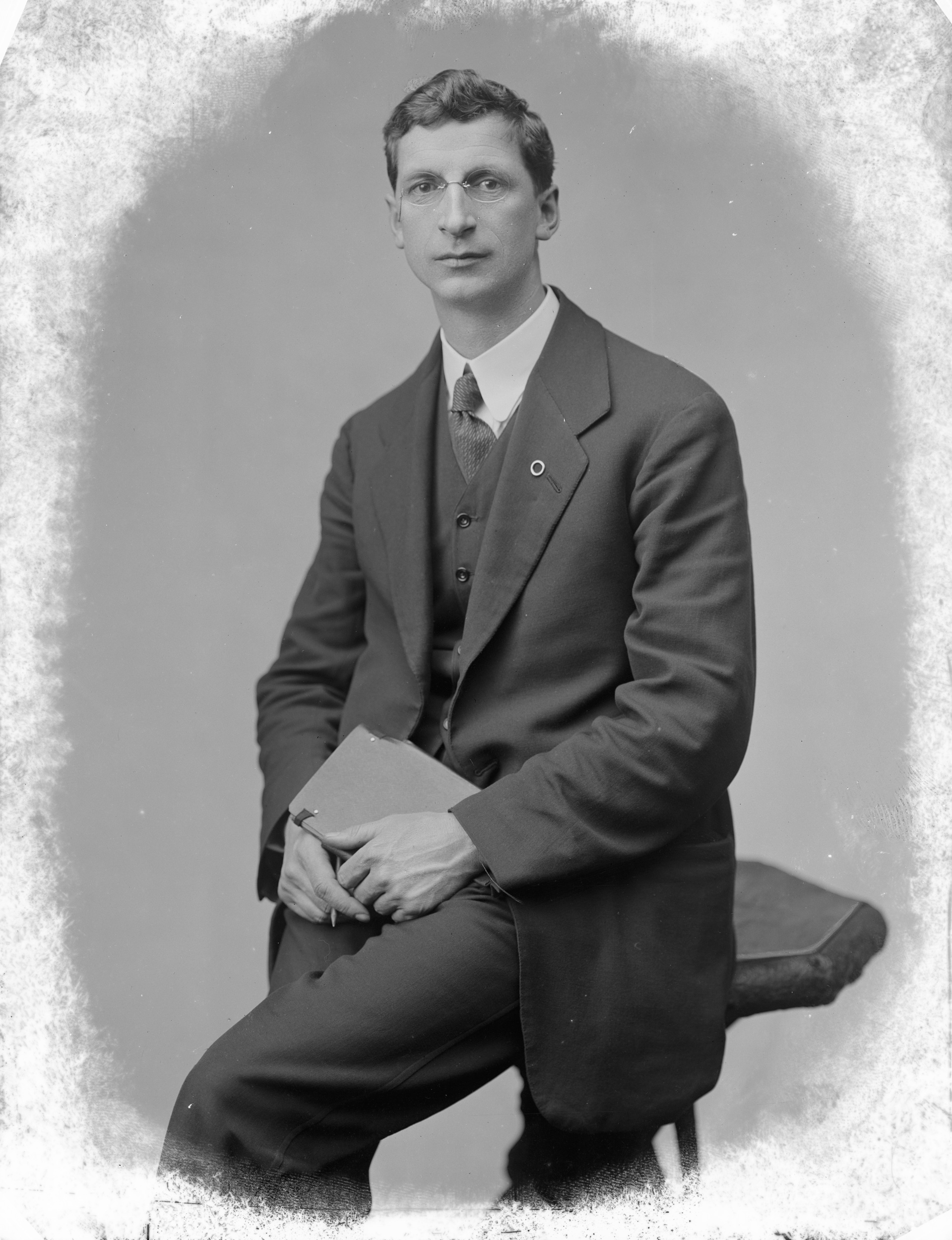
Éamon de Valera (1918)

1917 wurde De Valera begnadigt und übernahm den Vorsitz der Sinn-Féin-Partei und wenig später den der Irish Volunteers. Im Mai 1918 wurde er erneut verhaftet und während der Haftzeit als Abgeordneter der Sinn Féin ins britische Unterhaus gewählt. De Valera floh in die USA, wo er für den irischen Unabhängigkeitskampf warb.
Als 1919 das neue, von Großbritannien nicht anerkannte irische Parlament, das Dáil Éireann, zusammentrat, wurde De Valera im April nach Cathal Brugha, der das Amt in Vertretung De Valeras übernommen hatte, zum Príomh Aire (englisch:  President of the Dáil Éireann), d. h. zum irischen Premierminister, gewählt. Im August 1921 wählte das Dáil ihn zum Präsidenten der völkerrechtlich nicht anerkannten Irischen Republik. Als infolge der einseitigen Unabhängigkeitserklärung durch das Dáil der irische Unabhängigkeitskrieg ausbrach, reiste de Valera in die USA, um dort finanzielle und politische Unterstützung für die irischen Rebellen zu suchen.
Den 1921 unter der Leitung von Michael Collins unterzeichneten Anglo-Irischen Vertrag, der die Teilung der Insel in einen Irischen Freistaat und ein weiterhin zum Vereinigten Königreich gehörendes Nordirland vorsah, erkannten viele Iren, darunter De Valera, nicht an. Er trat als Präsident zurück, woraufhin Arthur Griffith Präsident der Irischen Republik und Michael Collins Vorsitzender der von den Briten legitimierten provisorischen Regierung Irlands wurde, und führte im einsetzenden irischen Bürgerkrieg die Rebellen gegen die neu aufgestellte reguläre irische Armee an. Im August 1922, nachdem Griffith und Collins gestorben waren, wurde William Thomas Cosgrave neuer Regierungschef, ab Inkrafttreten des Anglo-Irischen Vertrags mit dem Titel des Präsidenten des Exekutivrats. Im Mai 1923 befahl de Valera seinen Anhängern, die Waffen niederzulegen, sodass der Bürgerkrieg endete. De Valera hatte mit Weggefährten entschieden, dass eine vollständige irische Unabhängigkeit nur auf parlamentarischem, nicht jedoch auf militärischem Weg erreicht werden konnte. So wurde er in den folgenden Jahren der wichtigste politische Widersacher Cosgraves.

### Der parlamentarische Weg De Valeras
Vor allem aus Sinn-Féin-Mitgliedern gründete De Valera 1926 die Partei Fianna Fáil, deren Vorsitzender er wurde. 1932 wurde sie stärkste Kraft im irischen Parlament, und De Valera wurde anstelle Cosgraves zum Präsidenten des Exekutivrats gewählt. Eine der ersten Amtshandlungen der neuen Regierung bestand in der Abschaffung des im Anglo-Irischen Vertrag festgeschriebenen Eides der irischen Parlamentsmitglieder (Teachtaí Dála) auf die britische Krone. 1937 ließ De Valera eine neue Verfassung einführen, nach der er irischer Premierminister (Taoiseach) wurde. Das Amt des Taoiseach hatte er durchgehend bis 1948 inne und danach noch zweimal (1951–1954 und 1957–1959). Von 1959 bis 1973 war De Valera irischer Staatspräsident.

## Familie
Éamon de Valera heiratete am 8. Januar 1910 die Lehrerin Sinéad Flanagan (1878–1975). Sie hatten sieben Kinder: Vivion (1910–1982), Máirín (1912–1984), Éamon (1913–1986), Brian (1915–1936), Rúaidhrí (1916–1978), Emer (1918–2012) und Terence (1922–2007). Sein Sohn Brian starb am 9. Februar 1936 im Alter von 20 Jahren infolge eines Reitunfalls.

## Einfluss

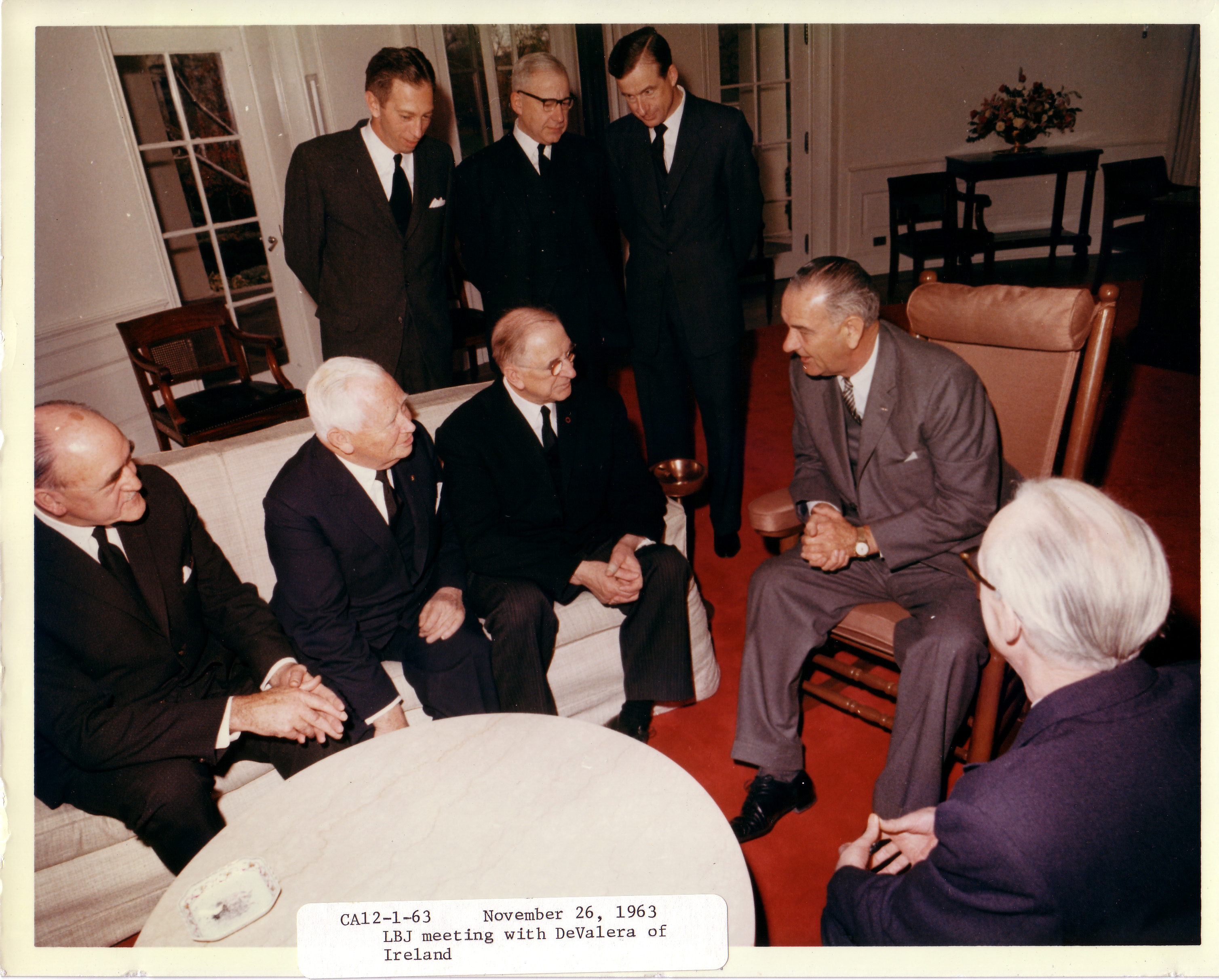
Éamon de Valera wird von Lyndon B. Johnson im Oval Office empfangen (1963)

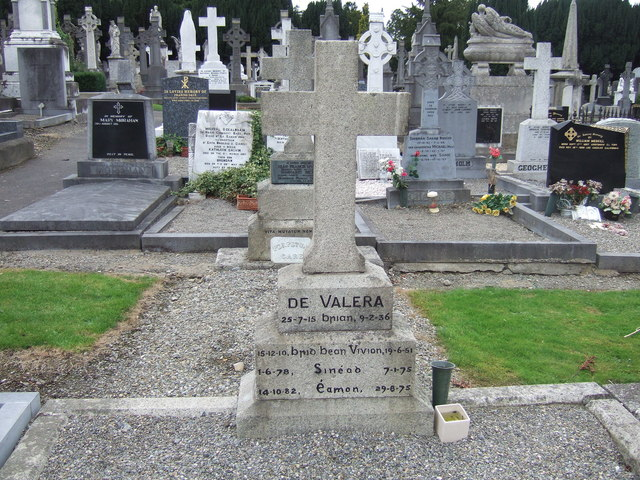
De Valeras Grab in Dublin

De Valera gilt als einer der einflussreichsten irischen Politiker des 20. Jahrhunderts. Er war wahrscheinlich der prominenteste Ire seiner Zeit und eine charismatische Führungsgestalt. Sein politisches und ideologisches Erbe ist heute umstritten. Unter seiner Führung entwickelte sich Irland zu einem Staat, der zwar formal demokratisch, aber innenpolitisch repressiv und außenpolitisch recht isoliert war.
De Valeras Neutralität im Zweiten Weltkrieg (wohl aufgrund der Abneigung Großbritannien gegenüber) war umstritten. De Valera war der einzige Regierungschef, der nach dem Suizid Adolf Hitlers in einer deutschen Botschaft kondolierte. 1946 wandte Valera sich an die britische Botschaft und protestierte gegen die im Nürnberger Prozess gegen die Hauptkriegsverbrecher verhängten Todesurteile. De Valera hatte sich Anfang 1938 in Dublin mit dem revisionistischen Zionisten Wladimir Jabotinsky getroffen. Das Treffen organisierte der jüdisch-irische IRA-Aktivist Robert Briscoe. Den Peel-Teilungsplan für Palästina lehnte De Valera ab. Unabhängig davon arbeiteten die Irische Armee und der irische Geheimdienst während des Zweiten Weltkriegs mit den Alliierten eng zusammen.
Die bis heute gültige irische Verfassung von 1937, die das Amt des Generalgouverneurs durch das des Präsidenten ersetzte und die symbolische Verwendung der irischen Sprache vorschrieb, geht wesentlich auf de Valera zurück. Die Erklärung der Unabhängigkeit Irlands mit dem Austritt aus dem Commonwealth of Nations 1949 wurde jedoch von seinem Widersacher John A. Costello beschlossen, als de Valeras Partei Fianna Fáil erstmals nicht mehr regierte und in der Opposition war.
Auf wirtschaftlichem Gebiet brachten diese Jahre für Irland kaum Fortschritt. Die Massenauswanderung vor allem junger Menschen hielt an, und das politische und kulturelle Leben war auf Selbstgenügsamkeit ausgerichtet. De Valeras Antwort auf das Identitätsproblem der irischen Gesellschaft bestand in der Rückbesinnung auf das, was er als die eigene kulturelle Tradition verstand. Dies entsprach weitgehend dem stark idealisierten Irland einer nicht näher definierten Vorzeit, in der England keinen Einfluss auf Irland ausübte.
Es gelang ihm, viele seiner Vorstellungen als Ideal durchzusetzen. Ein überwiegend agrarisches Land, in dem die Familie das zentrale Element der Gesellschaft bildete und die Kinder abends am Kamin von der Weisheit der Älteren lernten, war das vorherrschende Gesellschaftsmodell. Das kulturelle Leben wurde von staatlicher und kirchlicher Zensur bestimmt. Dennoch hat vor allem De Valera selbst dazu beigetragen, dass Irland im Gegensatz zu vielen anderen Exkolonien in schwieriger Zeit ein weitgehend demokratisches Land blieb.

## In Film und Fernsehen
- In Der irische Freiheitskampf (ZDF 1969, R: Wolfgang Schleif) wurde de Valera von Karl-Michael Vogler dargestellt.
- In Michael Collins (UK, Irland, USA 1996, R: Neil Jordan) wurde de Valera von Alan Rickman dargestellt.